# Kirkham
Kirkham è un paese di 7 127 abitanti del Lancashire, in Inghilterra.